# Papers, Please
Papers, Please är ett pusselspel utvecklat av indiespelutvecklaren Lucas Pope. Spelet handlar om en vanlig underklassmedborgare som en dag vinner på lotteri. Priset är att han får jobb som passkontrollant. Sedan är det upp till honom att besluta vem som ska släppas in och vem som ska nekas att få komma in i det fiktiva dystopiska landet Arstotzka. Spelet gavs ut den 8 augusti 2013 till Microsoft Windows och OS X, och till Linux den 12 februari 2014.